# Fiete Arp
Jann-Fiete Arp (Bad Segeberg, 6 de enero de 2000), más conocido como Fiete Arp, es un futbolista alemán. Juega en la posición de delantero y desde 2025 milita en el Odense BK de la Superliga de Dinamarca. Ha sido internacional con la selección alemana en diversas categorías juveniles.

## Trayectoria

### Hamburgo
Arp se unió al Hamburgo S. V. en 2010. A los quince años, marcó treinta y siete goles en cuarenta y cinco partidos con la categoría sub-17 del Hamburgo S. V., por lo que fue ascendido al segundo equipo, en el que anotó siete tantos en siete encuentros. El 30 de noviembre, realizó su debut con el primer equipo en un partido ante el Werder Bremen por la séptima jornada de la Bundesliga, en el que se convirtió en el primer futbolista nacido en la década de 2000 en disputar un encuentro en la competición. Su primer gol en la liga se lo anotó al Hertha Berlín, y unos días más tarde le marcó al VfB Stuttgart. Con esto, se convirtió en el jugador de menor edad en hacer dos goles en la liga alemana después de Christian Pulisic y Timo Werner. En la temporada 2017-18, donde Arp jugó en dieciocho oportunidades, el Hamburgo S. V. descendió a la segunda división; a pesar de esto y de que era pretendido por el Bayern de Múnich, en julio de 2018 el futbolista renovó su contrato con el club hasta junio de 2020.

## Selección nacional
Con la selección alemana sub-16, Arp jugó cuatro partidos en los que no anotó. Con la sub-17 disputó en Croacia el Campeonato Europeo Sub-17 de la UEFA 2017, en el que anotó dos tripletes en la fase de grupos, a Bosnia y Herzegovina y a Irlanda, y le marcó a  Países Bajos, por lo que finalizó con siete goles en la competición. Ese mismo año, jugó la Copa del Mundo en India, donde le anotó a Colombia el mejor gol del torneo. Con cinco goles, acabó como cuarto goleador de la competición. En total, con la sub-17 hizo dieciocho anotaciones en diecinueve partidos. Con la sub-19, ha jugado cinco encuentros y ha marcado dos goles.

#### Participaciones en Copas del Mundo
| Mundial                     | Sede  | Resultado        |
| --------------------------- | ----- | ---------------- |
| Copa Mundial Sub-17 de 2017 | India | Cuartos de final |

#### Participaciones en Eurocopas
| Torneo                  | Sede    | Resultado   |
| ----------------------- | ------- | ----------- |
| Eurocopa Sub-17 de 2017 | Croacia | Semifinales |

## Estadísticas

### Clubes
La siguiente tabla detalla los encuentros disputados y los goles marcados por Arp en los clubes en los que ha militado.
| Hamburgo S. V. · Alemania              |                     |    |   |   |   |   |   |   |   |    |    |   |   |
| 2017-18                                | 18                  | 2  | 0 | 0 | 0 | 0 | 0 | 0 | 0 | 18 | 2  | 0 |   |
| 2018-19                                | 17                  | 1  | 1 | 3 | 1 | 1 | 0 | 0 | 0 | 20 | 2  | 2 |   |
| Total                                  | 35                  | 3  | 1 | 3 | 1 | 1 | 0 | 0 | 0 | 38 | 4  | 2 |   |
| Hamburgo S. V. II · Alemania           |                     |    |   |   |   |   |   |   |   |    |    |   |   |
| 2018-19                                | 7                   | 3  | 0 | 0 | 0 | 0 | 0 | 0 | 0 | 7  | 3  | 0 |   |
| Total                                  | 7                   | 3  | 0 | 0 | 0 | 0 | 0 | 0 | 0 | 7  | 3  | 0 |   |
| Bayern de Múnich II · Alemania         |                     |    |   |   |   |   |   |   |   |    |    |   |   |
| 2019-20                                | 1                   | 0  | 0 | 0 | 0 | 0 | 0 | 0 | 0 | 1  | 0  | 0 |   |
| Total                                  | 1                   | 0  | 0 | 0 | 0 | 0 | 0 | 0 | 0 | 1  | 0  | 0 |   |
| Total en su carrera                    | Total en su carrera | 43 | 6 | 1 | 3 | 1 | 1 | 0 | 0 | 0  | 46 | 7 | 2 |
| (1) Incluye datos de Copa de Alemania. |                     |    |   |   |   |   |   |   |   |    |    |   |   |

### Selección nacional
La siguiente tabla detalla los encuentros disputados y los goles marcados por Arp con la selección alemana.
| Selección | Año   | Amistoso | Amistoso | Amistoso | Clasificación (1) | Clasificación (1) | Clasificación (1) | Eurocopa (2) | Eurocopa (2) | Eurocopa (2) | Mundial (3) | Mundial (3) | Mundial (3) | Total | Total | Total |
| Selección | Año   | PJ       | G        | A        | PJ                | G                 | A                 | PJ           | G            | A            | PJ          | G           | A           | PJ    | G     | A     |
| --- | ----- | -------- | -------- | -------- | ----------------- | ----------------- | ----------------- | ------------ | ------------ | ------------ | ----------- | ----------- | ----------- | ----- | ----- | ----- |
| Sub-16 · Alemania | 2015  | 2        | 0        | 0        | -                 | -                 | -                 | -            | -            | -            | -           | -           | -           | 2     | 0     | 0     |
| Sub-16 · Alemania | 2016  | 1        | 0        | 0        | -                 | -                 | -                 | -            | -            | -            | -           | -           | -           | 1     | 0     | 0     |
| Sub-16 · Alemania | Total | 3        | 0        | 0        | 0                 | 0                 | 0                 | 0            | 0            | 0            | 0           | 0           | 0           | 3     | 0     | 0     |
| Sub-17 · Alemania | 2016  | 4        | 3        | 1        | -                 | -                 | -                 | -            | -            | -            | -           | -           | -           | 4     | 3     | 1     |
| Sub-17 · Alemania | 2017  | 2        | 0        | 0        | 3                 | 3                 | 3                 | 5            | 7            | 2            | 5           | 5           | 2           | 15    | 15    | 7     |
| Sub-17 · Alemania | Total | 6        | 3        | 1        | 3                 | 3                 | 3                 | 5            | 7            | 2            | 5           | 5           | 2           | 19    | 18    | 8     |
| Sub-19 · Alemania | 2018  | 3        | 1        | 0        | -                 | -                 | -                 | -            | -            | -            | -           | -           | -           | 3     | 1.    | 0     |
| Sub-19 · Alemania | 2019  | 0        | 0        | 0        | 2                 | 1                 | 0                 | -            | -            | -            | -           | -           | -           | 2     | 1     | 0     |
| Sub-19 · Alemania | Total | 3        | 1        | 0        | 2                 | 1                 | 0                 | 0            | 0            | 0            | 0           | 0           | 0           | 5     | 2     | 0     |
| Total | Total | 12       | 4        | 1        | 5                 | 4                 | 3                 | 5            | 7            | 2            | 5           | 5           | 2           | 27    | 20    | 8     |
| (1) Incluye datos de clasificación europea y mundialista. (2) Incluye datos del Campeonato Europeo de la UEFA Sub-17. (3) Incluye datos de la Copa Mundial Sub-17. |       |          |          |          |                   |                   |                   |              |              |              |             |             |             |       |       |       |

### Resumen estadístico
| Competición           | Partidos | Goles | Asistencias | Promedio |
| --------------------- | -------- | ----- | ----------- | -------- |
| Liga                  | 43       | 6     | 1           | 0,13     |
| Copas nacionales      | 3        | 1     | 1           | 0,33     |
| Copas internacionales | 0        | 0     | 0           | 0,00     |
| Selecciones juveniles | 27       | 20    | 8           | 0,74     |
| Total                 | 73       | 27    | 10          | 0,36     |

## Palmarés

### Campeonatos nacionales
| Título           | Club                | País     | Año     |
| ---------------- | ------------------- | -------- | ------- |
| Bundesliga       | Bayern de Múnich    | Alemania | 2019-20 |
| 3. Liga          | Bayern de Múnich II | Alemania | 2019-20 |
| Copa de Alemania | Bayern de Múnich    | Alemania | 2019-20 |

### Títulos internacionales
| Título                       | Club             | País     | Año     |
| ---------------------------- | ---------------- | -------- | ------- |
| Liga de Campeones de la UEFA | Bayern de Múnich | Portugal | 2019-20 |

## Distinciones individuales
| Distinción                                                        | Año  |
| ----------------------------------------------------------------- | ---- |
| Medalla Fritz Walter de Oro al mejor futbolista menor de 17 años. | 2017 |
| Autor del mejor gol de la Copa Mundial de Fútbol Sub-17.          | 2017 |
| Mejor jugador joven del Hamburgo en la temporada 2017-18.         | 2018 |